# Wood Green (stanice metra v Londýně)
Wood Green je stanice metra v Londýně, otevřená 19. září 1932. Neúspěšné alternativy jména stanice zněly Lordship Lane a Wood Green Central. Architektem stanice byl Charles Holden. Stanice se nachází na lince :
- Piccadilly Line (mezi stanicemi Turnpike Lane a Bounds Green)

| Rok  | Počet cestujících |
| ---- | ----------------- |
| 2011 | 11,35 mil         |
| 2012 | 11,53 mil         |
| 2013 | 12,44 mil         |
| 2014 | 13,35 mil         |